# Ascenso de clítico
El ascenso de clítico es un tipo de movimiento sintáctico característico del español y otras lenguas romances (aunque difieren entre sí en algunos detalles), por el cual un pronombre personal clítico debe ir obligatoriamente en posición preverbal con las formas personales del verbo (formas finitas) y en posición postverbal con las formas no personales (formas no finitas).
El nombre de "ascenso" se debe a que la explicación más satisfactoria del mismo pasa por suponer que las oraciones con el clítico preverbal son el resultado de un movimiento sintáctico por el cual el clítico pasa de una posición baja en el árbol sintáctico a una posición más alta en el mismo, produciéndose un "ascenso" de su posición en dicha estructura.

## Descripción del fenómeno
El español cuenta con estructuras oracionales alternativas para expresar ciertas proposiciones cuya realización como oración solo difiere en la posición del pronombre clítico. Un ejemplo claro de esta libertad del español es el par de oraciones:
(1a) María quiere comprarlo
(1b) María lo quiere comprar
En (1a) el pronombre lo que se refiere el objeto directo de comprar aparece en su "posición natural" como elemento postverbal. Pero el español admite la alternativa (1b) en la que el mismo clítico "asciende" hasta la posición preverbal del verbo finito quiere. 
Dado que las dos oraciones tienen el mismo significado está claro que la única diferencia entre ambas es la forma sintáctica.
El "ascenso" del clítico puede extenderse sobre cadenas más largas de verbos como muestra el siguiente ejemplo aún más claro que los ejemplos de (1):
(2a) Intentó volver a verme
(2b) Intentó volverme a ver
(2c) Me intentó volver a ver
En este caso la posición natural es la de (2a) ya que me es en este caso el objeto lógico de ver. Obsérvese que tanto en (2a) como (2b) el clítico aparece en posición postverbal de un infinitivo (forma no finita), pero que en la alternativa (2c) el clítico me al ser adyacente a un verbo finito requiere una posición preverbal. El fenómeno no se limita a los infinitivos sino que también se da como se ha anticipado con otras formas no personales del verbo como los gerundios:
(3a) Estoy mirándote
(3b) Te estoy mirando

### Verbos simples
Los ejemplos anteriores muestran casos en que existe opcionalidad aunque con verbos simples dicha opcionalidad no existe en español moderno:
(4a) Compró el libro
(4b) Lo compró
(4c) *Comprólo
En (4a) se muestra que un objeto nominal en una oración sin topicalización el objeto es postverbal. En cambio (4b) muestra que si el objeto es un pronombre clítico obligatoriamente debe ser preverbal. La oración (4c) es agramatical o aberrante en español moderno porque el clítico está en posición postverbal (aunque era perfectamente aceptable en español antiguo). La misma rigidez se observa con las formas no finitas simples:
(5a) No sé si comprar el libro
(5b) No sé si comprarlo
(5c) *No sé si lo comprar
La oración (5a) muestra que un objeto nominal aún con formas no finitas sigue siendo postverbal. En (5b) se observa que puesto que comprar es una forma no finita el clítico lo debe ser postverbal. La oración (5c) es agramatical porque viola el requierimiento de que el clítico que acompaña a la forma no finita simple sea postverbal.

### Otras restricciones
En ninguno de los ejemplos anteriores parece existir limitaciones para que el clítico de objeto directo (o indirecto) aparezca en posición preverbal con verbos finitos, es decir, en los ejemplos anteriores el "ascenso" a posición preverbal siempre era posible. Sin embargo, sí existen ciertas restricciones al "ascenso" de clíticos.
- Subordinación y perífrasis. Por ejemplo los clíticos no pueden "ascender" hasta una posición preverbal si el objeto se genera en el interior de una oración subordinada explícita como:

(6a) Quiere que lo sepas
(6b) *Lo quiere que sepas
Tampoco en oraciones subordinadas implícitas introducidas por nexos subordinantes como preposiciones:
(7a) Pensó [en animarlo]
(7b) *Loi [pensó en animar Øi]
Lo anterior no parece cumplirse para algunas expresiones perifrásticas muy comunes:
(8a) Tengo que hacerlo
(8b) Lo tengo que hacer
Tal vez en este caso deban analizarse la perífrasis tener que + V a pesar de su aparente complejidad sintáctica deba analizarse como una unidad léxica fija.
- Posición de la negación. Otra restricción de índole diferente es la presencia de la negación, al parecer el ascenso no es posible cuando entre la posición inicial del clítico y la final existe una negación:

(9a) Pienso no hacerlo
(9b) *Lo piensa no hacer
Si la negación está antepuesta entonces el ascenso sí es posible:
(10a) No piensa hacerlo
(10b) No lo piensa hacer
- Grupos de clíticos. Cuando existe más de un clítico o bien ninguno de ellos o todos ellos deben ascender pero no unos sí y otros no:

(11a) Quiere dárselo
(11b) Se lo quiere dar
(11c) *Lo quiere darse
(11d) *Se quiere darlo
- Verbos de control de objeto. No todos los verbos permiten el ascenso del clítico, los verbos de control de sujeto como en (12a), los verbos modales (12b) y (12c); y los causativos (12d) sí permiten el ascenso pero no los verbos de control de objeto (12e):

(12a) Quiero hacerlo / Lo quiero hacer
(12b) Debe hacerlo / Lo debe hacer
(12c) Puede hacerlo / Lo puede hacer
(12d) Hizo terminarlo / Lo hizo terminar
(12e) Permitió (a Pedro) comprarla / *La permitió (a Pedro) comprar

## Explicación
La gramática generativa asume que el proceso de articular una frase va precedido de cierto proceso "generativo" en que una determinada oración experimenta ciertas transformaciones derivativas o más exactamente movimientos sintácticos hasta alcanzar su forma final. En el caso de los clíticos el principio de proyección sitúa los argumentos verbales en ciertas posiciones y posteriormente algunos requerimientos de buena formación obligan o posibilitan los desplazamientos de estos clíticos. En el caso del español los clíticos no pueden ser proclíticos a una forma no finita ni enclíticos a una forma finita.
La explicación pasa por suponer que las formas finitas ocupan una posición precedente al núcleo de un sintagma de tiempo, por lo que el clítico no puede ocupar dicha posición al estar previamente llena y debe pasar a una posición libre (como la posición preverbal de las formas finitas que es una posición inicialmente libre). En el caso de las formas no finitas, estas formas ocupan posiciones dentro del sintagma verbal con la posición preverbal ocupada necesariamente por el sujeto lógico (que siempre será un pronombre implícito PRO) por lo que el clítico sólo puede ocupar la posición postverbal que es la única libre para él. Los dos siguientes esquemas muestran, en oraciones de tipo (1), porqué la presencia del núcleo T del ST impone una posición al clítico con verbos finitos:
Los símbolos hi, hj y hk marcan la posición de las huellas sintácticas dejadas por los elementos que sufren un desplazamiento sintáctico. El término PSD se refiere a los rasgos de pasado.
Algunos autores han propuesto que en oraciones con verbo finito simple el clítico se inserta directamente en posición preverbal siendo una marca de concordancia de objeto como la que existen en ciertas lenguas. En esta propuesta se considera que no existe realmente ningún movimiento sintáctico desde una posición postverbal a otra preverbal. Sin embargo, la hipótesis de que el clítico se genera directamente no explicaría por qué oraciones con cadenas de verbos como (1) o (3) del tipo mostrado en la posición anterior admiten diversos órdenes alternativos (claramente en esos casos no hay inserción directa en la posición preverbal, sino que las tres estructuras parecen derivadas de una estructura primordial mediante cambios sucesivos opcionales).